# 1737 Severny
1737 Severny (1966 TJ) là một tiểu hành tinh vành đai chính được phát hiện ngày 13 tháng 10 năm 1966 bởi L. Chernykh ở Nauchnyj.